# Vila Inkognito
Vila Inkognito (Villa Incognito, 2003, česky Argo 2005) je osmý román amerického postmodernistického humoristického spisovatele Toma Robbinse.
Robbins se v knize dotýká mnoha témat, mezi ta hlavní patří tradičně zejména svoboda a láska. Svou roli sehrají i teroristické útoky z 11. září 2001.

## Děj knihy
Tanuki, jeden z tzv. zvířecích předků, zvířecích bohů japonského panteonu, sestoupí na zem (Robbins to popisuje v úvodní větě románu slovy: „Tanuki prý spadl z nebe a použil přitom svého šourku jako padáku.“), aby si mohl užívat toho, co má nejradši, sake, žen a tance. Na radu svého přítele lišáka Kicune se brzy promění v člověka, aby snáz zapadl mezi lidi a mohl si také o to snáz užívat se ženami. Zjistí, že s jednou z vesnických dívek zplodil dceru. Všichni tři se ukryjí v lesích, kde nějakou dobu v poklidu společně žijí.
O něco později, na přelomu dvacátého a jednadvacátého století se v USA živí jako varietní umělkyně a krotitelka tanukiů, malých zvířat podobných jezevcům, Madame Ko alias Lisa Ko, která je pravděpodobně Tanukiho potomkem. Ve stejné době se setkáváme i se sestrami Bootsey a Pru Foleyovy, jejichž bratr Dern byl od doby války ve Vietnamu pohřešován. Teď to ale vypadá, že ho CIA našla a že brzy najde i jeho dva společníky, Dickieho Goldwira a Marse Stubblefielda. Jak se postupně dozvídáme, všichni tři se posledních skoro třicet let ukrývali v laoských horách, v malé vesnici Fan nan Nan, kterou obývají převážně provazochodci a z které vede přes propast ocelové lano do Vily Inkognito, Stubblefieldova sídla. Za války totiž fingovali leteckou nehodu, utekli do hor a živili se ne zcela legálními obchody. Lisa Ko všechny tři „ztracené“ vojáky zná.
Mezi další důležité postavy příběhu patří také thajská prostitutka, která studuje srovnávací literaturu na univerzitě a s kterou Dickie při svých obchodních cestách spí, a plukovník Cap Thomas a plukovník Mayflower Cabot Fitzgerald ze CIA, kteří pátrají po třech ztracených vojácích.
Robbins jednotlivé dějové linie s blížícím se koncem knihy splétá a provazuje. Lisa se rychle vrací z USA do Laosu, aby zjistila, jestli jsou Stubblefield a Dickie, které oba miluje a mezi kterými se nemůže rozhodnout, v pořádku. Plukovníci mezi tím pokračují v pátrání. Lisa zjistí, že je těhotná, utíká, aby mohla stejně jako její matka porodit dalšího Tanukiho potomka, a shodou okolností narazí na plukovníky, jejichž vyšetřování je přerušeno teroristickými útoky v New Yorku a Washingtonu. Stubblefield umírá ve chvíli, kdy se s Goldwirem setkají uprostřed ocelového lana, vedou rozhovor o Lise a Stubblefieldovi dojdou síly. Dern Foley uniká ze zajetí a vrací se do Vily Inkognito. Lisa porodí v Tokiu v klášteře zasvěceném Tanukimu dceru, kterou přenechá plukovníku Thomasovi a jeho ženě, protože nemohou mít děti. Těžce nemocná sestra plukovníka Thomase umírá v hospicu v Karáčí zbavená bolestí díky morfiu z produkce Vily Inkognito.